# Ньянза (район)
 Ньянза — район (akarere) Південної провінції Руанди. На банту його назва означає «озеро». Центр — місто. Центр молочної компанії Laiterie de Nyabasindu.

## Поділ
Район Ньянза поділяється на сектори (imirenge): Бусасамана, Бусоро, Цябакамї, Кібірізі, Кігома, Мукінго, Муїра, Нтязо, Нягісозі та Руабісума.